# 李智良 (作家)
李智良（Lee Chi-Leung），香港作家。
自1990年代中期開始投稿各種文藝刊物及報章副刊。曾獲「香港書獎」及「香港中文文學雙年獎」。
個人著作：中英雙語詩歌及小說集《白瓷》(Porcelain, 1999)，散文集《房間》(A Room without Myself, 2008)，攝影誌《海邊草更藍》（The Grass is Bluer by the Sea, 2018），短篇小說集《渡日若渡海》（Days We Cross, 2020）。
散文及小說收入《走著瞧：香港新銳作者六人合集》、《香港短篇小說選 2010-2012》、《浮雲與剃刀：字花十年選散文卷》、《聲音與象限：字花十年選小說卷》、《我香港，我街道》等選集。

## 《房間》
2008年，李智良的散文集《房間》（A Room Without Myself）出版，把其網誌「處決1938！」部分文章結集，由當時文學雜誌字花的郭詩詠編輯，獨立出版團體廿九幾及香港 Kubrick 共同出版。該書以「作為『精神病患』的政治、欲望或壓抑」為副題，由香港作家黃碧雲及台灣劇場工作者王墨林撰序，內容述說作者「十二年來長期服藥引致的種種身體變異與情感隔絕，為精神科「治療」的無效與不人道立下存照」。《房間》獲第十屆香港中文文學雙年獎（散文組）及2008年度香港書獎，翌年再版，其後於2017年由kubrick再版。

## 外部連結
- 什麼人訪問什麼人﹕不要將精神病問題割離社會——訪李智良 （页面存档备份，存于）
- 蘇苑姍〈我不懂怎樣評論──讀李智良《房間》的一點感想〉 （页面存档备份，存于）
- 李卓謙〈寫作即僭越：「幸福不過虛構：童偉格 X 李智良」座談紀錄〉 （页面存档备份，存于）
- 黃碧雲〈無人相認〉 （页面存档备份，存于）
- 《明報》星期日文學‧李智良：橫渡無以跨越的海洋，書寫苦難的不可能